# Тейлър Дженкинс Рийд
Тейлър Дженкинс Рийд (на английски: Taylor Jenkins Reid) е американска сценаристка и писателка на художествена литература в жанровете любовен роман, исторически роман и други.

## Биография и творчество
Тейлър Дженкинс Рийд е родена на 21 декември 1983 г. в източната част на Мериленд, САЩ. Когато е 12-годишна, семейството ѝ се премества в Актън, Масачузетс. Следва в колежа „Емерсън“ в Бостън и получава магистърска степен по медийни изследвания (курсове по теория на киното и телевизията). След дипломирането си се премества в Лос Анджелис и работи във филмовата индустрия като асистент по кастинг за сериала „От местопрестъплението: Ню Йорк“ и за други продукции. После работи като учителка в гимназия и едновременно пише романи. Докато работи във филмовата индустрия, тя се запознава и се жени за сценариста Алекс Дженкинс Рийд, с когото имат една дъщеря. През 2010 г., с подкрепата на съпруга си, напуска временно работата си, за да опита писателска кариера.
Първият ѝ роман „Завинаги, прекъснат“ е издаден през 2013 г. Той е история за внезапна и луда любов, помрачена от злощастен инцидент, и намиране на повече от един начин за щастлив край.
През 2015 г. тя е съавторка за телевизионното ситком Resident Advisors. През 2016 г. е издаден романът ѝ „Една истинска любов“. След като съпругът ѝ Джеси изчезва при катастрофа с хеликоптер, Ема се връща в Масачузетс в опит да започне живота си отново. Четири години по-късно тя среща стария си добър приятел Сам и те стават неразделни. Сгодена, тя получава неочаквано телефонно обаждане, което разкрива, че Джеси е жив, а тя трябва да избира между съпруг и годеник. През 2023 г. романът е екранизиран в едноименния романтичен филм с участието на Филипа Су, Симу Лиу и Люк Брейси.
През 2017 г. е издаден романът ѝ „Скандалният живот на Евелин Хюго“. Той представя историята на измислена звезда от Стария Холивуд, докато тя разкрива дълго пазените тайни, опетняващи нейния мистериозен живот и бляскавите ѝ бракове. Книгата получава одобрението на критиката.
През 2019 г. е издаден романът ѝ „Дейзи Джоунс & The Six: Историята на рок чудото от седемдесетте“. Той представя възходите и паденията на измислена рок група от 70-те години на ХХ век и донякъде е базиран на историята на групата „Флийтуд Мак“. Романът печели наградата „Стъклена камбана“ на издателство Goldsboro Books и е номиниран за книга на през 2021 г. През 2023 г. романът е екранизиран от Amazon Studios в уеб базиран минисериал.
През 2021 г. е издаден романът ѝ „Малибу в пламъци“. Той е история за известно семейство, което организира традиционното си парти по случай края на лятото, парти, на което сред алкохол и музика излизат дълго пазени тайни.
Тейлър Дженкинс Рийд живее със семейството си в района на каньона Топанга, край Лос Анджелис, Калифорния.

## Произведения

### Самостоятелни романи
- Forever, Interrupted (2013)[1][2][3]
- After I Do (2014)[4]
- Maybe in Another Life (2015)
- One True Loves (2016)
- The Seven Husbands of Evelyn Hugo (2017)
Скандалният живот на Евелин Хюго, изд. „Интенс“ (2021), прев. Катя Перчинкова
- Daisy Jones & The Six (2019)
Дейзи Джоунс & The Six : историята на рок чудото от седемдесетте, изд. „Локус“ (2019), прев. Десислава Велинова
- Malibu Rising (2021)
Малибу в пламъци, изд. „Интенс“ (2022), прев. Катя Перчинкова
- Carrie Soto Is Back (2022)

### Новели
- Evidence of the Affair (2018)[1][3]

### Екранизации
- 2015 Resident Advisors – тв минисериал, 7 епизода
- 2023 Daisy Jones & The Six – тв минисериал, 10 епизода
- 2023 One True Loves